# Gildardo Gómez
Gildardo Biderman Gómez Monsalve (Medellín, 13 ottobre 1963) è un ex calciatore colombiano, di ruolo difensore.

## Carriera

### Club
Debutta nel 1984, con l'Independiente Medellín, dove gioca fino al 1986, anno nel quale passa ai rivali cittadini dell'Atlético Nacional.

### Nazionale
Con la nazionale di calcio della Colombia ha giocato 14 volte, disputando i mondiali di Italia 1990.